# 杜光庭
杜光庭（850年—933年），字宾聖，一说字宾至，号东瀛子，处州缙雲（今中国浙江）人。唐朝上清派道士。

## 生平
唐懿宗咸通（860年－873年）年间，由于九次科举考试不第，感慨古今沉浮，遂至天台山学道，拜应夷节为师，为司马承祯五传弟子（承祯传薛季昌、季昌传田虚应，虚应传冯惟良，惟良传应夷节）。修习上清派吞日月气诸法（服气之法）。后来唐僖宗闻名召见，赐给紫袍，任麟德殿文章应制，为内供奉。
中和元年（881年），随唐僖宗入蜀，后留在成都。
随后被前蜀王建所用，任光禄大夫尚书户部侍郎上柱国蔡国公，赐号广成先生。后主王衍时，为传真天师，崇真馆大学士。被誉为“传真天师”、“山中宰相”。
晚年居于青城山，潜心悟道，死后葬在清都观。著有《历代崇道记》。

## 著作
傳奇小說《虯髯客传》传为他所作。
杜光庭精通儒、道典籍，又对道教作过不少实地调查，生平著述极丰。收入《正统道藏》的有二十七种，《全唐文》收有三百二篇。
杜光庭精注重研究《道德经》。他将以往关于老子（太上老君）的神话传说进行系统化，树立了老子在道教中的牢固地位。他还编录了关于洞天福地的宗教神学地理。